# Jazennes
Jazennes – miejscowość i gmina we Francji, w regionie Nowa Akwitania, w departamencie Charente-Maritime.
Według danych na rok 1999 gminę zamieszkiwało 367 osób, a gęstość zaludnienia wynosiła 33 osoby/km² (wśród 1467 gmin regionu Poitou-Charentes Jazennes plasuje się na 656. miejscu pod względem liczby ludności, natomiast pod względem powierzchni na miejscu 792.).